# Adinandra brassii
Adinandra brassii är en tvåhjärtbladig växtart som beskrevs av Clarence Emmeren Kobuski. Adinandra brassii ingår i släktet Adinandra och familjen Pentaphylacaceae. Inga underarter finns listade i Catalogue of Life.